# Renata de Lorena
Renata de Lorena (em francês:  Renée de Lorraine, em alemão:  Renata von Lothringen; Nancy, 20 de abril de 1544 – Munique, 22 de maio de 1602), foi duquesa da Baviera como espoa de Guilherme V da Baviera.

## Família
Renata nasceu em Nancy, capital do Ducado da Lorena (hoje uma região de França), sendo a segunda criança, e filha mais velha, nascida do casamento do duque Francisco I da Lorena com Cristina da Dinamarca. Os seus avós paternos eram António da Lorena e Renata de Bourbon e os seus avós maternos eram Cristiano II da Dinamarca e Isabel da Áustria.

## Biografia
Renata era descrita como uma mulher bonita e um casamento desejável. Em 1558, após a morte da sua primeira mulher, Guilherme I, Príncipe de Orange expressou o desejo de casar com Renata. A mãe, Cristina, gostou da ideia, cimentada após o Tratado de Cateau-Cambrésis. Mas esta união foi impedida pelo Rei Filipe II de Espanha. Cristina declinou o plano do Cardeal de Lorena para casar Renata e o Príncipe de Joinville, bem como uma proposta do rei espanhol pra casar Renata com o seu meio-irmão, João de Áustria.
Em 1561, a mãe de Renata planeou casa-la com o rei Frederico II da Dinamarca mas, o inico da Guerra Nórdica dos Sete Anos entre a Dinamarca e a Suécia em 1563, interrompeu estes planos. De 1565 a 1567, Cristina negociou com o rei Érico XIV da Suécia a criação duma aliança entre a Suécia e a Dinamarca através do casamento do rei com Renata e a conquista da Dinamarca por Cristina com o apoio da Suécia, plano do agrado de Érico.
Contudo, o imperador Fernando I opôs-se ao plano dadas as consequências que poderia ter no equilíbrio de poderes entre os estados do Império: a Saxónia (um forte aliado da Dinamarca) opunha-se às pretensões de Cristina. Além disso também não conseguiu obter o apoio do rei de Espanha. A planeada aliança matrimonial entre a Lorena e a Suécia acabou por nunca se concretizar, até porque Érico XIV casou com a sua amante plebeia Karin Månsdotter em 1567.
Finalmente, a 22 de fevereiro de 1568, Renata casou com Guilherme, o herdeiro do ducado da Baviera, numa grande e sofisticada cerimónia celebrada em Munique que durou 18 dias. Este evento foi descrito em detalhe por Massimo Troiano nos seus Dialoghi (1569), e nele participaram aproximadamente 5 000 cavaleiros, Tendo a música sido composta por Orlande de Lassus.
Apesar do seu importante casamento e estatuto, Renata e o marido, levaram uma vida de caridade e humildade. Deixaram a Residência de Munique e indo viver no Kollegienbau dos jesuítas, a oeste de Munique. Renata encarregou-se dos doentes, dos pobres e de peregrinos religiosos, sendo completamente apoiada pelo marido. Após ele herdar a coroa ducal, em 1579, como Guilherme V da Baviera, Renata passou a maior parte do seu tempo na Igreja hospital de Santa Isabel (Herzogspitalkirche St. Elisabeth), em Munique, fundada em 1555 pelo sogro.

## Morte
Renata morreu em Munique, aos 58 anos, sendo sepultada na igreja de S. Miguel (kirche St. Michael), igreja cuja consagração foi o último ponto alto da sua vida e da de seu marido. Ela foi venerada como santa pelo povo, mas nunca foi canonizada. O seu marido, que abdicou em 1597, sobreviveu-lhe vinte e quatro anos, vindo a falecer em 1626.

## Casamento e descendência
- Cristovão (Christoph) (1570).
- Cristina (Christine) (1571–1580).
- Maximiliano I (Maximilian) (1573–1651), que sucedeu ao pai como duque da Baviera;
- Maria Ana (Maria Anna) (1574–1616), que veio a casar com o Arquiduque Fernando e futuro imperador;
- Filipe Guilherme (Philipp Wilhelm) (1576–1598), Bispo de Ratisbona e Cardeal;
- Fernando (Ferdinand) (1577–1650), Arcebispo-Eleitor de Colónia;
- Leonor Madalena (Eleonore Magdalene) (1578–1579);
- Carlos (Karl) (1580–1587);
- Alberto VI (Albrecht VI) (1584–1666), Landgrave de Leuchtenberg por casamento;
- Madalena (Magdalene) (1587 –1628), que casou com Wolfgang Guilherme, Duque Palatino de Neuburgo.